# The Mystery of Room 13
The Mystery of Room 13 er en amerikansk stumfilm fra 1915 af George Ridgwell.

## Medvirkende
- Marc McDermott som Clay Foster.
- Lillian Herbert som June Baxter.
- Guido Colucci som Giuseppe Rizzo.
- Carlton S. King som Bruce Spencer.
- T. Tamamoto som Antonio Guerrio.